# Fauna acompanhante

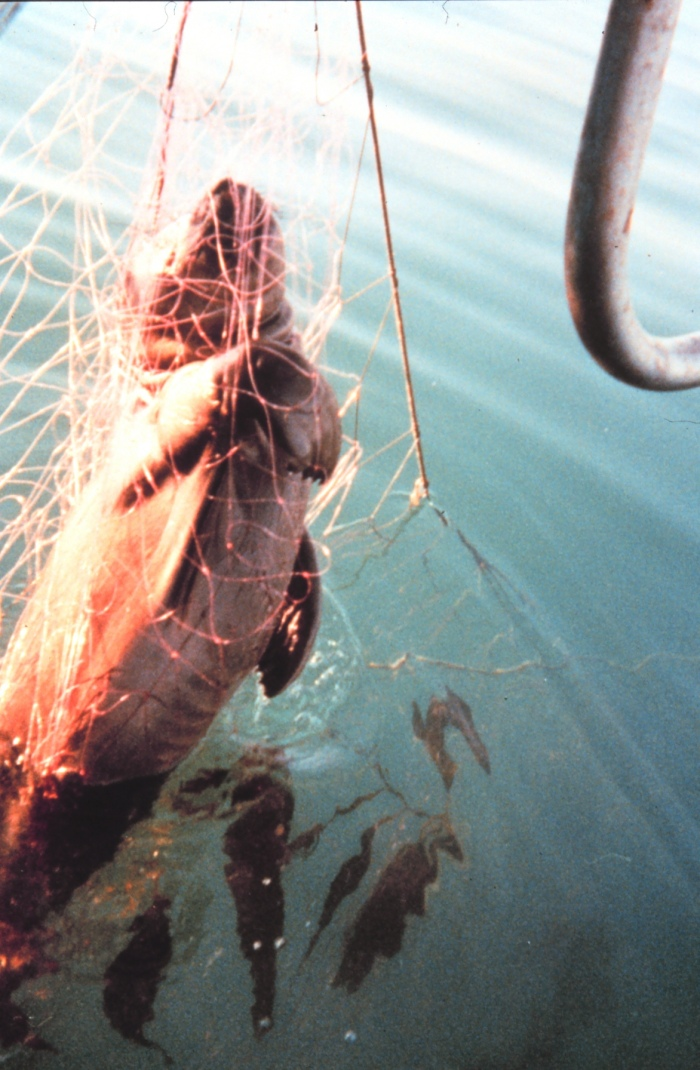
Tartaruga marinha presa em uma rede de pesca.

Em ciências pesqueiras, chama-se fauna acompanhante, captura acessória, acidental ou incidental, ou ainda colateral, a captura durante de espécies diferentes da espécie-alvo pretendida, especialmente na pesca industrial.
Dependendo do ecossistema, uma arte de pesca com pouca selectividade, como a rede de arrasto pode capturar espécies que não são do interesse imediato do pescador. Essa captura de espécies não desejadas pode atingir 90% do total capturado e, em alguns casos, esses peixes ou crustáceos podem ser deitados de novo à água, muitas vezes em condições em que não podem sobreviver. Esta questão é grave quando se trata de espécies protegidas, como tartarugas ou golfinhos, cuja captura acidental pode levar à perda de valor comercial das espécies-alvo.